# Francia női kézilabda-válogatott
A francia női kézilabda-válogatott Franciaország nemzeti csapata, amelyet a Francia Kézilabda-szövetség irányít. 2003-ban és 2017-ben megnyerte a világbajnokságot. 2018-ban hazai pályán első Európa-bajnoki aranyérmét is megszerezte.

## Részvételei

### Nyári olimpiai játékok
- 1976–1996: Nem jutott ki
- 2000: 6. hely
- 2004: 4. hely
- 2008: 5. hely
- 2012: 5. hely
- 2016:  Ezüst
- 2020:  Arany
- 2024:  Ezüst

### Világbajnokság
- 1957–1982: Nem jutott ki
- 1986: 15. hely
- 1990: 14. hely
- 1993: Nem jutott ki
- 1995: Nem jutott ki
- 1997: 10. hely
- 1999:  Ezüstérem
- 2001: 5. hely
- 2003:  Aranyérem
- 2005: 12. hely
- 2007: 5. hely
- 2009:  Ezüstérem
- 2011:  Ezüstérem
- 2013: 6. hely
- 2015: 7. hely
- 2017:  Aranyérem
- 2019: 13. hely
- 2021:  Ezüstérem
- 2023:  Aranyérem
- 2025: Kijutott

### Európa-bajnokság
- 1994 : Nem jutott ki
- 1996 : Nem jutott ki
- 1998 : Nem jutott ki
- 2000 : 5. hely
- 2002 :  Bronz
- 2004 : 11. hely
- 2006 :  Bronz
- 2008 : 14. hely
- 2010 : 5. hely
- 2012 : 9. hely
- 2014 : 5. hely
- 2016 :  Bronz
- 2018:  Arany
- 2020:  Ezüst
- 2022: 4. hely
- 2024: 4. hely

## Szövetségi kapitányok
| Időszak   | Edző                |
| --------- | ------------------- |
| 1991–1997 | Carole Martin       |
| 1998–2013 | Olivier Krumbholz   |
| 2013–2016 | Alain Portes        |
| 2016–2024 | Olivier Krumbholz   |
| 2024–     | Sébastien Gardillou |

## A2024-es Európa-bajnokságranevezett keret
| #  | név               | poszt        | születési hely            | jelenlegi klubja     |
| -- | ----------------- | ------------ | ------------------------- | -------------------- |
| 1  | Laura Glauser     | kapus        | Besançon                  | Ferencvárosi TC      |
| 3  | Alicia Toublanc   | jobbszélső   | Saint-Brieuc              | SCM Râmnicu Vâlcea   |
| 4  | Pauline Coatanea  | jobbszélső   | Saint-Renan               | Brest Bretagne       |
| 5  | Clarissa Mairot   | irányító     | Besançon                  | Brest Bretagne       |
| 6  | Chloé Valentini   | balszélső    | Morteau                   | Metz Handball        |
| 8  | Coralie Lassource | balszélső    | Maisons-Laffitte          | Brest Bretagne       |
| 10 | Grâce Zaadi Deuna | irányító     | Courcouronnes             | RK Krim Ljubljana    |
| 12 | Floriane André    | kapus        | Saint-Chamond             | Brest Bretagne       |
| 20 | Laura Flippes     | jobbátlövő   | Strasbourg                | Metz Handball        |
| 21 | Orlane Kanor      | balátlövő    | Les Abymes                | Ferencvárosi TC      |
| 22 | Tamara Horacek    | balátlövő    | Pozsega                   | RK Krim Ljubljana    |
| 23 | Déborah Lassource | balátlövő    | Maisons-Laffitte          | BV Borussia Dortmund |
| 26 | Pauletta Foppa    | beálló       | Amilly                    | Brest Bretagne       |
| 27 | Estelle Nze Minko | irányító (c) | Saint-Sébastien-sur-Loire | Győri Audi ETO KC    |
| 29 | Oriane Ondono     | beálló       | Alfortville               | Brest Bretagne       |
| 31 | Lucie Granier     | jobbszélső   | Marseille                 | Metz Handball        |
| 32 | Sarah Bouktit     | beálló       | Mont-Saint-Martin         | Metz Handball        |
| 34 | Léna Grandveau    | irányító     | Beaune                    | Metz Handball        |
| 86 | Marine Dupuis     | balszélső    | Pontarlier                | OGC Nice             |
| 99 | Hatadou Sako      | kapus        | Tournan-en-Brie           | Győri Audi ETO KC    |

## Korábbi nevezetes válogatott játékosok
| #  | név                        | poszt      | születési hely    | időszak   | mérkőzések (gólok) |
| -- | -------------------------- | ---------- | ----------------- | --------- | ------------------ |
| 4  | Nina Kamto Njitam          | beálló     | Yaoundé           | 2002–2016 | 214 (410)          |
| 5  | Camille Ayglon             | jobbátlövő | Avignon           | 2007–2021 | 270 (550)          |
| 7  | Allison Pineau             | irányító   | Chartres          | 2007–2022 | 273 (696)          |
| 8  | Véronique Pecqueux-Rolland | irányító   | Voiron            | 1993–2008 | 302 (898)          |
| 9  | Paule Baudouin             | balszélső  | Saint Denis       | 2004–2015 | 201 (605)          |
| 10 | Sophie Herbrecht           | irányító   | Mulhouse          | 2001–2012 | 193 (569)          |
| 11 | Stéphanie Cano             | jobbszélső | Bordeaux          | 1993–2008 | 231 (462)          |
| 12 | Amandine Leynaud           | kapus      | Aubenas           | 2005–2021 | 254 (3)            |
| 13 | Isabelle Wendling          | beálló     | Boulay-Moselle    | 1993–2008 | 338 (543)          |
| 16 | Valerie Nicolas            | kapus      | Lampaul-Guimiliau | 1995–2008 | 234 (0)            |
| 17 | Siraba Dembélé Pavlović    | balszélső  | Dreux             | 2006–2021 | 291 (848)          |
| 20 | Raphaëlle Tervel           | beálló     | Besançon          | 1998–2014 | 249 (372)          |
| 24 | Mariama Signaté            | balátlövő  | Dakar             | 2004–2015 | 147 (424)          |
| 24 | Béatrice Edwige            | beálló     | Párizs            | 2013–2024 | 151 (113)          |
| 29 | Gnonsiane Niombla          | balátlövő  | Villeurbanne      | 2013–2019 | 108 (233)          |
| 64 | Alexandra Lacrabère        | jobbátlövő | Pau               | 2006–2021 | 256 (833)          |

## Külső hivatkozások
- A Francia Kézilabda-szövetség honlapja Archiválva 2006. augusztus 31-i dátummal a Wayback Machine-ben